# Tracy Goddard
Tracy Carol Goddard-Joseph, angleška atletinja, * 29. november 1969, Anglija, Združeno kraljestvo.
Ni nastopila na olimpijskih igrah. Na svetovnih prvenstvih je osvojila bronasto medaljo v štafeti 4x400 m leta 1993, na igrah Skupnosti narodov pa zlato medaljo v isti disciplini leta 1994.